# Campeonato Sul-Americano de Atletismo de 2021 - Resultados
Esses foram os resultados do Campeonato Sul-Americano de Atletismo de 2021 que ocorreu de 29 a 31 de maio de 2021 no Estádio Modelo Alberto Spencer, em Guayaquil, no Equador.

## Resultado masculino

### 100 metros
Bateria – 29 de maio
Vento:
Bateria 1: +1.0 m/s, Bateria 2: +1.7 m/s
| Posição | Bateria | Atleta                  | Nacionalidade | Tempo | Notas |
| ------- | ------- | ----------------------- | ------------- | ----- | ----- |
| 1       | 2       | Felipe Bardi dos Santos | Brasil        | 10.15 | Q     |
| 2       | 2       | Emanuel Archibald       | Guiana        | 10.25 | Q     |
| 3       | 1       | Derick Silva            | Brasil        | 10.38 | Q     |
| 4       | 2       | Franco Florio           | Argentina     | 10.50 | Q     |
| 5       | 2       | Enrique Polanco         | Chile         | 10.52 | q     |
| 6       | 2       | Jhon Paredes            | Colômbia      | 10.58 | q     |
| 7       | 1       | Jhonny Rentería         | Colômbia      | 10.59 | Q     |
| 8       | 2       | Anderson Marquinez      | Equador       | 10.60 |       |
| 9       | 1       | Agustín Pinti           | Argentina     | 10.70 | Q     |
| 10      | 1       | Bruno Rojas             | Bolívia       | 10.71 |       |
| 11      | 1       | Nilo Duré               | Paraguai      | 10.76 |       |
| 12      | 1       | Jeremy Bascom           | Guiana        | 10.77 |       |
| 13      | 2       | Julian Vargas           | Bolívia       | 10.83 |       |
| 14      | 1       | Steeven Salas           | Equador       | 10.98 |       |

Final – 29 de maio
Vento:
+2.3 m/s
| Posição           | Raia | Atleta                  | Nacionalidade | Tempo | Notas |
| ----------------- | ---- | ----------------------- | ------------- | ----- | ----- |
| Medalha de ouro   | 4    | Felipe Bardi dos Santos | Brasil        | 10.10 |       |
| Medalha de prata  | 5    | Emanuel Archibald       | Guiana        | 10.23 |       |
| Medalha de bronze | 3    | Derick Silva            | Brasil        | 10.35 |       |
| 4                 | 2    | Agustín Pinti           | Argentina     | 10.49 |       |
| 5                 | 6    | Franco Florio           | Argentina     | 10.49 |       |
| 6                 | 7    | Enrique Polanco         | Chile         | 10.49 |       |
| 7                 | 1    | Jhonny Rentería         | Colômbia      | 10.50 |       |
| 8                 | 8    | Jhon Paredes            | Colômbia      | 10.62 |       |

Extra – 29 de maio
Vento:
0,0 m/s
| Posição | Raia | Atleta          | Nacionalidade | Tempo | Notas |
| ------- | ---- | --------------- | ------------- | ----- | ----- |
| 1       | 5    | Bruno de Barros | Brasil        | 10.40 |       |
| 2       | 3    | Erik Cardoso    | Brasil        | 10.64 |       |
| 3       | 2    | Jesús Mina      | Equador       | 11.06 |       |
| 4       | 4    | Nicolas Salinas | Colômbia      | DNS   |       |

### 200 metros
Bateria – 31 de maio
Vento:
Batreria 1: +1.8 m/s, Bateria 2: +0.7 m/s
| Posição | Bateria | Atleta                  | Nacionalidade | Tempo | Notas |
| ------- | ------- | ----------------------- | ------------- | ----- | ----- |
| 1       | 1       | Felipe Bardi dos Santos | Brasil        | 20.70 | Q     |
| 2       | 1       | Anderson Marquinez      | Equador       | 20.93 | Q     |
| 3       | 1       | Agustín Pinti           | Argentina     | 21.08 | Q     |
| 4       | 1       | Kelvis Padrino          | Venezuela     | 21.15 | q     |
| 5       | 1       | Akeem Stuart            | Guiana        | 21.18 | q     |
| 6       | 2       | Lucas Vilar             | Brasil        | 21.20 | Q     |
| 7       | 1       | Carlos Palacios         | Colômbia      | 21.22 |       |
| 8       | 2       | Katriel Angulo          | Equador       | 21.57 | Q     |
| 9       | 2       | Franco Camiolo          | Argentina     | 21.61 | Q     |
| 10      | 1       | Julián Vargas           | Bolívia       | 21.66 |       |
| 11      | 2       | Bruno Rojas             | Bolívia       | 21.72 |       |
| 12      | 2       | Arinze Chance           | Guiana        | 21.84 |       |
| 13      | 2       | Nicolás Salinas         | Colômbia      | 22.20 |       |

Final – 31 de maio
Vento:
+1.9 m/s
| Posição           | Raia | Atleta                  | Nacionalidade | Tempo | Notas           |
| ----------------- | ---- | ----------------------- | ------------- | ----- | --------------- |
| Medalha de ouro   | 3    | Felipe Bardi dos Santos | Brasil        | 20.49 |                 |
| Medalha de bronze | 5    | Lucas Vilar             | Brasil        | 20.62 |                 |
| Medalha de prata  | 4    | Anderson Marquinez      | Equador       | 20.63 |                 |
| 4                 | 7    | Agustín Pinti           | Argentina     | 20.93 |                 |
| 5                 | 1    | Kelvis Padrino          | Venezuela     | 21.03 | Recorde pessoal |
| 6                 | 8    | Franco Camiolo          | Argentina     | 21.32 |                 |
| 7                 | 6    | Katriel Angulo          | Equador       | 21.74 |                 |
| 8                 | 2    | Akeem Stuart            | Guiana        | DSQ   |                 |

### 400 metros
Bateria – 29 de maio
| Posição | Raia | Atleta               | Nacionalidade | Tempo | Notas |
| ------- | ---- | -------------------- | ------------- | ----- | ----- |
| 1       | 1    | Lucas Carvalho       | Brasil        | 46.40 | Q     |
| 2       | 2    | Kelvis Padrino       | Venezuela     | 46.72 | Q     |
| 3       | 1    | Raúl Mena            | Colômbia      | 47.32 | Q     |
| 4       | 2    | Arinze Chance        | Guiana        | 47.48 | Q     |
| 5       | 2    | Carlos Lemos         | Colômbia      | 47.76 | Q     |
| 6       | 1    | Elián Larregina      | Argentina     | 47.84 | Q     |
| 7       | 2    | João Henrique Cabral | Brasil        | 48.01 | q     |
| 8       | 1    | Antonio Grant        | Panamá        | 48.27 | q     |
| 9       | 1    | Alan Minda           | Equador       | 48.35 |       |
| 10      | 2    | Leandro Paris        | Argentina     | 48.39 |       |
| 11      | 2    | Anderson Colorado    | Equador       | 49.89 |       |

Final – 29 de maio
| Posição           | Raia | Atleta               | Nacionalidade | Tempo | Notas |
| ----------------- | ---- | -------------------- | ------------- | ----- | ----- |
| Medalha de ouro   | 5    | Kelvis Padrino       | Venezuela     | 45.82 |       |
| Medalha de prata  | 4    | Lucas Carvalho       | Brasil        | 46.31 |       |
| Medalha de bronze | 3    | Raúl Mena            | Colômbia      | 46.58 |       |
| 4                 | 6    | Arinze Chance        | Guiana        | 46.81 |       |
| 5                 | 2    | João Henrique Cabral | Brasil        | 47.86 |       |
| 6                 | 1    | Antonio Grant        | Panamá        | 48.05 |       |
| 7                 | 8    | Elián Larregina      | Argentina     | 48.06 |       |
| 8                 | 7    | Carlos Lemos         | Colômbia      | DNS   |       |

Extra – 29 de maio
| Posição | Raia | Atleta                 | Nacionalidade | Tempo | Notas |
| ------- | ---- | ---------------------- | ------------- | ----- | ----- |
| 1       | ?    | Pedro Luiz de Oliveira | Brasil        | 46.88 |       |
| 2       | ?    | Edison Acuña           | Equador       | 48.70 |       |
| 3       | ?    | Miguel Maldonado       | Equador       | 49.00 |       |

### 800 metros
Bateria – 30 de maio
| Posição | Bateria | Atleta             | Nacionalidade | Tempo   | Notas    |
| ------- | ------- | ------------------ | ------------- | ------- | -------- |
| 1       | 1       | Thiago André       | Brasil        | 1:48.30 | Q        |
| 2       | 1       | Jhonatan Rodríguez | Colômbia      | 1:48.36 | Q, NU20R |
| 3       | 1       | Quamel Prince      | Guiana        | 1:49.10 | Q        |
| 4       | 2       | Eduardo Ribeiro    | Brasil        | 1:50.18 | Q        |
| 5       | 2       | Jelssin Robledo    | Colômbia      | 1:50.34 | Q        |
| 6       | 2       | Ryan López         | Venezuela     | 1:50.45 | Q        |
| 7       | 1       | Diego Lacamoire    | Argentina     | 1:50.67 | q        |
| 8       | 2       | Julian Gaviola     | Argentina     | 1.50.80 | q        |
| 9       | 2       | Devaun Barrington  | Guiana        | 1:50.99 |          |
| 10      | 1       | Chesman Tacuri     | Equador       | 1:53.21 |          |
| 11      | 2       | Andy Cedeño        | Equador       | 1:53.78 |          |
| 12      | 1       | Gerardo Martino    | Uruguai       | 1:54.25 |          |

Final – 31 de maio
| Posição           | Atleta             | Nacionalidade | Tempo   | Notas                 |
| ----------------- | ------------------ | ------------- | ------- | --------------------- |
| Medalha de ouro   | Thiago André       | Brasil        | 1:45.62 | Recorde do campeonato |
| Medalha de prata  | Jhonatan Rodríguez | Colômbia      | 1:47.01 | NU20R                 |
| Medalha de bronze | Ryan López         | Venezuela     | 1:47.78 |                       |
| 4                 | Jelssin Robledo    | Colômbia      | 1:48.31 |                       |
| 5                 | Quamel Prince      | Guiana        | 1:49.48 |                       |
| 6                 | Eduardo Ribeiro    | Brasil        | 1:50.72 |                       |
| 7                 | Julian Gaviola     | Argentina     | 1:53.35 |                       |
| 8                 | Diego Lacamoire    | Argentina     | DNF     |                       |

### 1.500 metros
29 de maio
| Posição           | Atleta               | Nacionalidade | Tempo   | Notas |
| ----------------- | -------------------- | ------------- | ------- | ----- |
| Medalha de ouro   | Thiago André         | Brasil        | 3:37.92 |       |
| Medalha de prata  | Federico Bruno       | Argentina     | 3:38.25 |       |
| Medalha de bronze | Santiago Catrofe     | Uruguai       | 3:38.67 |       |
| 4                 | Guilherme Kurtz      | Brasil        | 3:40.66 |       |
| 5                 | Diego Lacamoire      | Argentina     | 3:44.17 |       |
| 6                 | Carlos San Martín    | Colômbia      | 3:44.44 |       |
| 7                 | José Daniel González | Venezuela     | 3:46.30 |       |
| 8                 | Alfredo Toledo       | Chile         | 3:47.90 |       |
| 9                 | Esteban González     | Chile         | 3:48.78 |       |
| 10                | Miguel Ángel Mesa    | Colômbia      | 3:52.08 |       |
| 11                | Eduardo Gregorio     | Uruguai       | 3:52.77 |       |
| 12                | Ryan López           | Venezuela     | 3:53.83 |       |
| 13                | Gerson Montes        | Equador       | 3:54.31 |       |
| 14                | Ferdinan Cereceda    | Peru          | 3:54.72 |       |
| 15                | Julio Palomino       | Peru          | 4:01.52 |       |
| 16                | Andy Cedeño          | Equador       | 4:02.22 |       |

### 5.000 metros
31 de maio
| Posição           | Atleta            | Nacionalidade | Tempo    | Notas |
| ----------------- | ----------------- | ------------- | -------- | ----- |
| Medalha de ouro   | Altobeli da Silva | Brasil        | 13:51.81 |       |
| Medalha de prata  | Carlos Díaz       | Chile         | 13:52.63 |       |
| Medalha de bronze | Yuri Labra        | Peru          | 13:55.84 |       |
| 4                 | Mauricio González | Colômbia      | 14:01.78 |       |
| 5                 | Cristián Moreno   | Colômbia      | 14:15.76 |       |
| 6                 | Vidal Basco       | Bolívia       | 14:21.39 |       |
| 7                 | Andrés Zamora     | Uruguai       | 14:27.03 |       |
| 8                 | Gilmar Lopes      | Brasil        | 14:35.67 |       |
| 9                 | David Ninavia     | Bolívia       | 14:36.94 | NU20R |
| 10                | Luis Cárdenas     | Equador       | 14:45.23 |       |
| 11                | Luis Masabanda    | Equador       | 14:51.52 |       |
| 12                | José Zabala       | Argentina     | 15:14.27 |       |
| 98                | Nicolás Cuestas   | Uruguai       | DNF      |       |
| 98                | Esteban González  | Chile         | DNF      |       |
| 99                | Cristian Pacheco  | Peru          | DNS      |       |

### 10.000 metros
29 de maio
| Posição           | Atleta               | Nacionalidade | Tempo    | Notas |
| ----------------- | -------------------- | ------------- | -------- | ----- |
| Medalha de ouro   | Daniel do Nascimento | Brasil        | 29:18.06 |       |
| Medalha de prata  | Nicolás Cuestas      | Uruguai       | 29:38.72 |       |
| Medalha de bronze | Martín Cuestas       | Uruguai       | 29:47.82 |       |
| 4                 | Mauricio González    | Colômbia      | 30:26.46 |       |
| 5                 | Edison Enriquez      | Equador       | 30:27.89 |       |
| 6                 | Hector Garibay       | Bolívia       | 30:35.85 |       |
| 7                 | Ignacio Velasquez    | Chile         | 30:58.27 |       |
| 08 !              | Nelson Ito           | Peru          | DNF      |       |
| 08 !              | Gilmar Lopes         | Brasil        | DNF      |       |
| 08 !              | Luis Cárdenas        | Equador       | DNF      |       |

### 110 metros barreiras
Bateria – 30 de maio
Vento:
Batreria 1: +1.5 m/s, Bateria 2: +1,6 m/s
| Posição | Bateria | Atleta                  | Nacionalidade | Tempo | Notas |
| ------- | ------- | ----------------------- | ------------- | ----- | ----- |
| 1       | 2       | Rafael Henrique Pereira | Brasil        | 13.49 | Q     |
| 2       | 2       | Eduardo de Deus         | Brasil        | 13.64 | Q     |
| 3       | 1       | Yohan Chaverra          | Colômbia      | 13.75 | Q     |
| 4       | 2       | Marcos Herrera          | Equador       | 13.97 | Q     |
| 5       | 2       | Renzo Cremaschi         | Argentina     | 14.03 | q     |
| 6       | 2       | Javier McFarlane        | Peru          | 14.13 | q     |
| 7       | 1       | Fanor Escobar           | Colômbia      | 14.14 | Q     |
| 8       | 1       | Agustín Carrera         | Argentina     | 14.19 | Q     |
| 9       | 1       | Kevin Rodríguez         | Equador       | 14.55 |       |
| 10      | 1       | Martín Sáenz            | Chile         | DSQ   | [ 3 ] |

Final – 30 de maio
Vento:
+0.7 m/s
| Posição           | Raia | Atleta                  | Nacionalidade | Tempo | Notas                 |
| ----------------- | ---- | ----------------------- | ------------- | ----- | --------------------- |
| Medalha de ouro   | 4    | Rafael Henrique Pereira | Brasil        | 13.35 | Recorde do campeonato |
| Medalha de prata  | 3    | Yohan Chaverra          | Colômbia      | 13.53 |                       |
| Medalha de bronze | 6    | Marcos Herrera          | Equador       | 13.77 |                       |
| 4                 | 2    | Fanor Escobar           | Colômbia      | 13.90 |                       |
| 5                 | 1    | Agustín Carrera         | Argentina     | 14.14 |                       |
| 6                 | 1    | Javier McFarlane        | Peru          | 14.19 |                       |
| 7                 | 7    | Renzo Cremaschi         | Argentina     | 14.24 |                       |
| 8                 | 5    | Eduardo de Deus         | Brasil        | DNF   |                       |

### 400 metros barreiras
Bateria – 30 de maio
| Posição | Bateria | Atleta            | Nacionalidade | Tempo | Notas |
| ------- | ------- | ----------------- | ------------- | ----- | ----- |
| 1       | 2       | Artur Terezan     | Brasil        | 50.97 | Q     |
| 2       | 1       | Andrés Silva      | Uruguai       | 53.15 | Q     |
| 3       | 2       | Kevin Mina        | Colômbia      | 53.29 | Q     |
| 4       | 2       | Emerson Chala     | Equador       | 53.36 | Q     |
| 5       | 2       | Ian Piero Corozo  | Equador       | 53.41 | q     |
| 6       | 2       | Alfredo Sepúlveda | Chile         | 53.65 | q     |
| 7       | 1       | Mahau Suguimati   | Brasil        | 53.77 | Q     |
| 8       | 1       | Guillermo Ruggeri | Argentina     | 54.41 | Q     |
| 9       | 1       | Juan Manuel Acuña | Uruguai       | 54.68 |       |
| 10      | 1       | Fanor Escobar     | Colômbia      | DNF   |       |

Bateria – 30 de maio
| Posição           | Raia | Atleta            | Nacionalidade | Tempo | Notas |
| ----------------- | ---- | ----------------- | ------------- | ----- | ----- |
| Medalha de ouro   | 5    | Mahau Suguimati   | Brasil        | 51.25 |       |
| Medalha de prata  | 6    | Kevin Mina        | Colômbia      | 51.39 |       |
| Medalha de bronze | 4    | Andrés Silva      | Uruguai       | 51.42 |       |
| 4                 | 2    | Alfredo Sepúlveda | Chile         | 51.69 |       |
| 5                 | 7    | Guillermo Ruggeri | Argentina     | 51.88 |       |
| 6                 | 8    | Emerson Chala     | Equador       | 53.10 |       |
| 7                 | 1    | Ian Piero Corozo  | Equador       | 54.25 |       |
| 8                 | 3    | Artur Terezan     | Brasil        | DNS   |       |

### 3.000 metros com obstáculos
30 de maio
| Posição           | Atleta               | Nacionalidade | Tempo    | Notas |
| ----------------- | -------------------- | ------------- | -------- | ----- |
| Medalha de ouro   | Altobeli da Silva    | Brasil        | 8:34.17  |       |
| Medalha de prata  | Carlos San Martín    | Colômbia      | 8:34.32  |       |
| Medalha de bronze | Mario Bazán          | Peru          | 8:36.71  |       |
| 4                 | José Daniel González | Venezuela     | 8:56.70  |       |
| 5                 | Israel Mecabo        | Brasil        | 8:59.35  |       |
| 6                 | Mauricio Valdivia    | Chile         | 9:01.34  |       |
| 7                 | Yuri Labra           | Peru          | 9:08.74  |       |
| 8                 | Dylan Van Der Hock   | Argentina     | 9:10.60  |       |
| 9                 | Jorge Arias          | Equador       | 9:16.14  |       |
| 10                | Carlos Johnson       | Argentina     | 9:24.94  |       |
| 11                | Camilo Bolivar       | Colômbia      | 9:29.78  |       |
| 12                | Erick Alcivar        | Equador       | 10:01.40 |       |
| 99                | José Peña            | Venezuela     | DNS      |       |

### Revezamento 4x100 m
31 de maio
| Posição           | Raia | Nacionalidade | Atletas                                                              | Tempo | Notas |
| ----------------- | ---- | ------------- | -------------------------------------------------------------------- | ----- | ----- |
| Medalha de ouro   | 5    | Brasil        | Erik Cardoso, Felipe Bardi dos Santos, Derick Silva, Bruno de Barros | 39.10 |       |
| Medalha de prata  | 4    | Colômbia      | Jhonny Rentería, Jhon Paredes, Carlos Palacios, Arnovis Dalmero      | 39.65 |       |
| Medalha de bronze | 3    | Guiana        | Jeremy Bascom, Emanuel Archibald, Akeem Stuart, Noelex Holder        | 40.02 |       |
| 4                 | 7    | Equador       | Katriel Angulo, Anderson Marquinez, Steeven Salas, Jesús Mina        | 40.78 |       |
| 5                 | 6    | Argentina     | Franco Camiolo, Agustín Pinti, Joel dos Santos, Franco Florio        | DSQ   | R24.7 |

### Revezamento 4x400 m
31 de maio
| Posição           | Nacionalidade | Atletas                                                                     | Tempo   | Notas |
| ----------------- | ------------- | --------------------------------------------------------------------------- | ------- | ----- |
| Medalha de ouro   | Brasil        | Bruno de Barros, Lucas Carvalho, João Falcão Cabral, Pedro Luiz de Oliveira | 3:04.25 |       |
| Medalha de prata  | Colômbia      | Kevin Mina, Raúl Mena, Nicolás Salinas, Fanor Escobar                       | 3:08.15 |       |
| Medalha de bronze | Equador       | Edison Acuña, Alan Minda, Miguel Maldonado, Anderson Marquinez              | 3:13.74 |       |
| 4                 | Argentina     |                                                                             | DNS     |       |

### 20 km marcha atlética
30 de maio
| Posição           | Atleta           | Nacionalidade | Tempo      | Notas            |
| ----------------- | ---------------- | ------------- | ---------- | ---------------- |
| Medalha de ouro   | Andrés Chocho    | Equador       | 1:24:18.94 |                  |
| Medalha de prata  | Jhon Castañeda   | Colômbia      | 1:24:32.06 |                  |
| Medalha de bronze | Jhonatan Amores  | Equador       | 1:24:49.13 |                  |
| 4                 | Juan Manuel Cano | Argentina     | 1:25:48.03 |                  |
| 5                 | Lucas Mazzo      | Brasil        | 1:28:26.92 |                  |
| 6 !               | Gonzalo Buestas* | Equador       | 1:28:40.85 | [ 5 ]            |
| 6                 | Yassir Cabrera   | Panamá        | 1:30:17.52 | Recorde nacional |
| 7                 | Diego Lima       | Brasil        | 1:33:17.17 |                  |

### Salto em altura
29 de maio
| Posição           | Atleta            | Nacionalidade | Resultado | Notas |
| ----------------- | ----------------- | ------------- | --------- | ----- |
| Medalha de ouro   | Fernando Ferreira | Brasil        | 2.29      |       |
| Medalha de prata  | Thiago Moura      | Brasil        | 2.23      |       |
| Medalha de bronze | Carlos Layoy      | Argentina     | 2.17      |       |
| 4                 | Eure Yáñez        | Venezuela     | 2.17      |       |
| 5                 | Arturo Chávez     | Peru          | 2.17      |       |
| 6                 | Mark Jhalu        | Guiana        | 2.11      |       |
| 7                 | Gilmar Correa     | Colômbia      | 2.11      |       |
| 7                 | Tomas Ferrari     | Argentina     | 2.11      |       |
| 9                 | Justin Herrera    | Equador       | 2.05      |       |
| 99 !              | Brayan Robledo    | Colômbia      | NM        |       |

### Salto com vara
30 de maio
| Posição           | Atleta              | Nacionalidade | 4.70 | 4.80 | 4.90 | 5.00 | 5.10 | 5.20 | 5.30 | 5.35 | 5.40 | 5.55 | Resultado | Notas |
| ----------------- | ------------------- | ------------- | ---- | ---- | ---- | ---- | ---- | ---- | ---- | ---- | ---- | ---- | --------- | ----- |
| Medalha de ouro   | Germán Chiaraviglio | Argentina     | –    | –    | –    | –    | –    | –    | –    | xo   | –    | xxo  | xx        | 5.55  |
| Medalha de prata  | Dyander Pacho       | Equador       | –    | o    | –    | o    | –    | xo   | xo   | xx–  | x    |      |           | 5.30  |
| Medalha de bronze | Abel Curtinove      | Brasil        | –    | –    | –    | o    | –    | o    | xxx  |      |      |      |           | 5.20  |
| 4                 | Bruno Spinelli      | Brasil        | –    | –    | –    | –    | xxo  | xo   | xx–  | x    |      |      |           | 5.20  |
| 5                 | Leon Viafara        | Colômbia      | –    | –    | –    | o    | –    | xxx  |      |      |      |      |           | 5.00  |
| 6                 | Guillermo Correa    | Chile         | xo   | –    | xo   | xxo  | xxx  |      |      |      |      |      |           | 5.00  |
| 9                 | Pablo Zaffaroni     | Argentina     | –    | xxx  |      |      |      |      |      |      |      |      |           | NM    |

### Salto em comprimento
29 de maio
| Posição           | Atleta             | Nacionalidade | Resultado | Notas |
| ----------------- | ------------------ | ------------- | --------- | ----- |
| Medalha de ouro   | Arnovis Dalmero    | Colômbia      | 7.94      |       |
| Medalha de prata  | Emiliano Lasa      | Uruguai       | 7.94      |       |
| Medalha de bronze | Alexsandro Melo    | Brasil        | 7.93      |       |
| 4                 | Samory Fraga       | Brasil        | 7.93      |       |
| 5                 | José Luis Mandros  | Peru          | 7.86      |       |
| 6                 | Leodan Torrealba   | Venezuela     | 7.82      |       |
| 7                 | Emanuel Archibald  | Guiana        | 7.75      |       |
| 8                 | Daniel Pineda      | Chile         | 7.62      |       |
| 9                 | Micaiah Washington | Guiana        | 7.34      |       |
| 10                | Adrian Alvarado    | Panamá        | 7.26      |       |
| 11                | Joel dos Santos    | Argentina     | 7.21      |       |
| 12                | Marco Ponce        | Equador       | 6.62      |       |
| 13                | Frixon Chila       | Equador       | 6.61      |       |

### Salto triplo
30 de maio
| Posição           | Atleta            | Nacionalidade        | #1    | #2    | #3    | #4    | #5    | #6    | Resultado | Notas |
| ----------------- | ----------------- | -------------------- | ----- | ----- | ----- | ----- | ----- | ----- | --------- | ----- |
| Medalha de ouro   | Alexsandro Melo   | Brasil               | 16.21 | 16.73 | 16.55 | x     | 16.97 | 16.95 | 16.97     |       |
| Medalha de prata  | Leodan Torrealba  | Venezuela            | 16.14 | 16.21 | x     | 16.46 | 16.89 | 16.61 | 16.89     |       |
| Medalha de bronze | Miguel van Assen  | Suriname             | 16.39 | x     | 16.55 | 15.27 | 16.59 | 16.73 | 16.73     |       |
| 4                 | Maximiliano Díaz  | Argentina            | 15.79 | 16.03 | 16.05 | x     | x     | 16.20 | 16.20     |       |
| 5                 | Mateus de Sá      | Brasil               | 15.53 | 15.31 | 15.51 | –     | 15.57 | 16.03 | 16.03     |       |
| 6                 | Geinner Moreno    | Colômbia             | x     | x     | 15.79 | 15.68 | x     | 15.99 | 15.99     |       |
| 7                 | Frixon Chila      | Equador              | x     | 15.56 | 15.68 | x     | x     | 15.85 | 15.85     |       |
| 8                 | Gregory Palacios  | Equador              | 15.48 | 15.16 | 15.24 | 15.04 | 15.40 | 14.99 | 15.48     |       |
| 9                 | Federico Guerrero | Argentina            | x     | 15.21 | 15.36 |       |       |       | 15.36     |       |
| 10 !              | Juandel Bueno*    | República Dominicana | 15.21 | x     | 15.19 |       |       |       | 15.21     | [ 5 ] |
| 10                | Juan David Campo  | Colômbia             | x     | 15.03 | x     |       |       |       | 15.03     |       |

### Arremesso de peso
30 de maio
| Posição           | Atleta                | Nacionalidade | #1    | #2    | #3    | #4    | #5    | #6    | Resultado | Notas |
| ----------------- | --------------------- | ------------- | ----- | ----- | ----- | ----- | ----- | ----- | --------- | ----- |
| Medalha de ouro   | Welington Morais      | Brasil        | 19.45 | 19.44 | 19.64 | 19.87 | x     | 19.65 | 19.87     |       |
| Medalha de prata  | Nazareno Sasia        | Argentina     | 18.31 | 18.55 | 19.79 | 19.25 | x     | x     | 19.79     |       |
| Medalha de bronze | Ignacio Carballo      | Argentina     | x     | x     | 18.64 | 18.47 | 19.27 | 19.51 | 19.51     |       |
| 4                 | Willian Braido        | Brasil        | 19.19 | 18.77 | 18.62 | 19.08 | 18.58 | 18.95 | 19.19     |       |
| 5                 | José Miguel Ballivián | Chile         | x     | 17.52 | x     | x     | 17.66 | 18.10 | 18.10     |       |
| 6                 | Aldo González         | Bolívia       | 16.68 | 16.52 | 16.77 | 16.02 | 16.76 | 16.54 | 16.77     |       |
| 7                 | Jordi Congo           | Equador       | 16.08 | x     | 15.09 | 15.61 | 15.30 | 15.88 | 16.08     |       |
| 8                 | Steven Cavallos       | Equador       |       |       |       |       |       |       | DNS       |       |

### Lançamento de disco
29 de maio
| Posição           | Atleta                  | Nacionalidade | #1    | #2    | #3    | #4    | #5    | #6    | Resultado | Notas |
| ----------------- | ----------------------- | ------------- | ----- | ----- | ----- | ----- | ----- | ----- | --------- | ----- |
| Medalha de ouro   | Lucas Nervi             | Chile         | 61.75 | 63.10 | 58.92 | x     | 63.18 | 58.07 | 63.18     |       |
| Medalha de prata  | Alan de Falchi          | Brasil        | x     | x     | 57.61 | x     | 61.16 | x     | 61.16     |       |
| Medalha de bronze | Wellinton da Cruz Filho | Brasil        | 57.52 | 58.00 | x     | 57.39 | 59.55 | 57.02 | 59.55     |       |
| 4                 | Nazareno Sasia          | Argentina     | 49.79 | 51.67 | x     | 49.50 | 49.78 | 53.56 | 53.56     |       |
| 5                 | Henry Cañas             | Colômbia      | 50.21 | 49.02 | 48.36 | 53.31 | 51.10 | 52.95 | 53.31     |       |
| 6                 | Gerson Ramírez          | Colômbia      | 44.58 | 48.64 | 52.23 | 50.50 | 48.24 | 48.64 | 52.23     |       |
| 7                 | Juan Ignacio Solito     | Argentina     | 49.48 | 52.11 | 51.98 | x     | 51.44 | 51.36 | 52.11     |       |
| 8                 | Stefano Paz             | Peru          | x     | 46.47 | x     | 48.48 | x     | x     | 48.48     |       |
| 9                 | Steven Cavallos         | Equador       | 45.26 | x     | 44.11 |       |       |       | 45.26     |       |
| 10 !              | Claudio Romero          | Chile         |       |       |       |       |       |       | DNS       |       |

### Lançamento de martelo
30 de maio
| Posição           | Atleta            | Nacionalidade | #1    | #2    | #3    | #4    | #5    | #6    | Resultado | Notas                 |
| ----------------- | ----------------- | ------------- | ----- | ----- | ----- | ----- | ----- | ----- | --------- | --------------------- |
| Medalha de ouro   | Humberto Mansilla | Chile         | 74.53 | 75.54 | 75.83 | 71.38 | 74.28 | 75.79 | 75.83     | Recorde do campeonato |
| Medalha de prata  | Gabriel Kehr      | Chile         | 72.67 | 73.89 | 74.98 | x     | 70.01 | 75.18 | 75.18     |                       |
| Medalha de bronze | Joaquín Gómez     | Argentina     | 68.53 | 69.57 | 67.30 | 69.64 | 71.32 | 71.00 | 71.32     |                       |
| 4                 | Allan Wolski      | Brasil        | 68.18 | 70.45 | 68.92 | x     | 70.71 | 69.56 | 70.71     |                       |
| 5                 | Elías Díaz        | Colômbia      | 65.93 | 63.85 | 62.49 | 66.40 | 62.53 | 65.62 | 66.40     |                       |
| 6                 | Ralf Oliveira     | Brasil        | x     | 64.54 | 61.87 | x     | 64.40 | 63.69 | 64.54     |                       |
| 7                 | Julio Novile      | Argentina     | x     | 59.40 | 58.11 | x     | x     | x     | 59.40     |                       |
| 8                 | Cristian Suárez   | Equador       | x     | 49.24 | 50.56 | 49.83 | –     | –     | 50.56     |                       |

### Lançamento de dardo
29 de maio
| Posição           | Atleta                   | Nacionalidade | Resultado | Notas |
| ----------------- | ------------------------ | ------------- | --------- | ----- |
| Medalha de ouro   | Arley Ibargüen           | Colômbia      | 75.62     |       |
| Medalha de prata  | Billy López              | Colômbia      | 75.53     |       |
| Medalha de bronze | Pedro Henrique Rodrigues | Brasil        | 73.57     |       |
| 4                 | José Orlando Escobar     | Equador       | 72.14     |       |
| 5                 | Jean Marcos Mairongo     | Equador       | 71.68     |       |
| 6                 | Luiz Mauricio da Silva   | Brasil        | 70.74     |       |
| 7                 | Francisco Muse           | Chile         | 70.53     |       |
| 8                 | Jonathan Cedeño          | Panamá        | 66.25     |       |
| 9                 | Melvin Soto              | Bolívia       | 59.78     |       |

### Decatlo
30 – 31 de maio
| Pos.              | Atleta                | Nacionalidade        | 100 m | SD   | AP    | SA   | 400 m | 110 m C/B | AD    | SV   | LD    | 1500 m  | PG   | Notas |
| ----------------- | --------------------- | -------------------- | ----- | ---- | ----- | ---- | ----- | --------- | ----- | ---- | ----- | ------- | ---- | ----- |
| Medalha de ouro   | Andy Preciado         | Equador              | 10.95 | 6.87 | 14.16 | 2.07 | 51.28 | 14.23     | 49.88 | 4.50 | 61.74 | 4:45.03 | 8004 | ,     |
| Medalha de prata  | Felipe dos Santos     | Brasil               | 10.51 | 7.13 | 13.56 | 1.92 | 49.63 | 14.20     | 41.49 | 4.90 | 58.14 | 4:45.78 | 7960 |       |
| Medalha de bronze | Georni Jaramillo      | Venezuela            | 10.96 | 7.23 | 15.74 | 1.86 | 50.12 | 14.11     | 45.04 | 4.50 | 56.48 | 5:34.44 | 7613 |       |
| 4                 | Gerson Izaguirre      | Venezuela            | 10.94 | 7.09 | 14.04 | 1.92 | 50.29 | 14.04     | 41.44 | 4.50 | 51.97 | 4:57.70 | 7586 |       |
| 5 !               | José Miguel Paulino*  | República Dominicana | 10.99 | 7.04 | 14.09 | 1.92 | 49.97 | 15.05     | 40.25 | 4.00 | 58.89 | 4:48.38 | 7446 | [ 5 ] |
| 5                 | José Fernando Santana | Brasil               | 11.10 | 6.94 | 13.20 | 1.89 | 52.23 | 15.48     | 43.04 | 4.40 | 60.94 | 5:17.42 | 7202 |       |
| 6                 | Julio Angulo          | Colômbia             | 11.02 | 6.53 | 11.18 | 1.89 | 49.70 | 15.15     | 32.72 | NM   | 37.09 | 5:34.44 | 5799 |       |
| 8 !               | José Gregorio Lemos   | Colômbia             | DNS   | –    | –     | –    | –     | –         | –     | –    | –     | –       | DNS  |       |

## Resultado feminino

### 100 metros
Bateria – 29 de maio
Vento:
Bateria 1: +0.7 m/s, Bateria 2: +1.7 m/s
| Posição | Bateria | Atleta                    | Nacionalidade | Tempo | Notas |
| ------- | ------- | ------------------------- | ------------- | ----- | ----- |
| 1       | 1       | Marizol Landázuri         | Equador       | 11.41 | Q     |
| 2       | 1       | Vitória Cristina Rosa     | Brasil        | 11.46 | Q     |
| 3       | 2       | Jasmine Abrams            | Guiana        | 11.59 | Q     |
| 4       | 2       | Natalia Linares           | Colômbia      | 11.62 | Q     |
| 5       | 2       | Ana Carolina Azevedo      | Brasil        | 11.69 | Q     |
| 6       | 1       | María Ignacia Montt       | Chile         | 11.79 | Q     |
| 7       | 2       | María Florencia Lamboglia | Argentina     | 11.90 | q     |
| 8       | 2       | Nicole Chala              | Equador       | 12.08 | q     |
| 9       | 1       | Shary Vallecilla          | Colômbia      | 12.10 |       |
| 10      | 2       | Leticia Arispe            | Bolívia       | 12.11 |       |
| 11      | 1       | Martina Coronato          | Uruguai       | 12.16 |       |

Final – 29 de maio
Vento:
+1.0 m/s
| Posição           | Raia | Atleta                    | Nacionalidade | Tempo | Notas |
| ----------------- | ---- | ------------------------- | ------------- | ----- | ----- |
| Medalha de ouro   | 5    | Vitória Cristina Rosa     | Brasil        | 11.31 |       |
| Medalha de prata  | 4    | Marizol Landázuri         | Equador       | 11.39 |       |
| Medalha de bronze | 3    | Jasmine Abrams            | Guiana        | 11.50 |       |
| 4                 | 6    | Natalia Linares           | Colômbia      | 11.55 |       |
| 5                 | 7    | María Ignacia Montt       | Chile         | 11.77 |       |
| 6                 | 8    | Ana Carolina Azevedo      | Brasil        | 11.78 |       |
| 7                 | 2    | María Florencia Lamboglia | Argentina     | 11.85 |       |
| 8                 | 1    | Nicole Chala              | Equador       | 12.11 |       |

Extra – 29 de maio
Vento:
 0.0 m/s
| Posição | Raia | Atleta              | Nacionalidade | Tempo | Notas |
| ------- | ---- | ------------------- | ------------- | ----- | ----- |
| 1       | 3    | Ana Cláudia Lemos   | Brasil        | 11.46 |       |
| 2       | 4    | Vida Caetano        | Brasil        | 11.85 |       |
| 3       | 5    | Katherine Chillambo | Equador       | 12.26 |       |
| 4       | 2    | Evelyn Mercado      | Equador       | 12.29 |       |

### 200 metros
Bateria – 31 de maio
Vento:
Batreria 1: +1.7 m/s, Bateria 2: +2.2 m/s
| Posição | Bateria | Atleta                    | Nacionalidade | Tempo | Notas |
| ------- | ------- | ------------------------- | ------------- | ----- | ----- |
| 1       | 1       | Vitória Cristina Rosa     | Brasil        | 23.25 | Q     |
| 2       | 1       | Marizol Landázuri         | Equador       | 23.63 | Q     |
| 3       | 2       | Ana Carolina Azevedo      | Brasil        | 23.88 | Q     |
| 4       | 2       | María Florencia Lamboglia | Argentina     | 24.07 | Q     |
| 5       | 1       | Shary Vallecilla          | Colômbia      | 24.22 | Q     |
| 6       | 2       | Nicol Caicedo             | Equador       | 24.67 | Q     |
| 7       | 2       | Leticia Arispe            | Bolívia       | 24.78 | q     |
| 8       | 1       | Cecilia Gómez             | Bolívia       | 24.91 | q     |
| 9       | 1       | Noelia Martínez           | Argentina     | 24.94 |       |
| 10      | 1       | Martina Coronato          | Uruguai       | 25.11 |       |
| 11      | 2       | María Ignacia Montt       | Chile         | DQ    | [ 3 ] |

Final – 31 de maio
Vento:
+0.8 m/s
| Posição           | Raia | Atleta                    | Nacionalidade | Tempo | Notas |
| ----------------- | ---- | ------------------------- | ------------- | ----- | ----- |
| Medalha de ouro   | 3    | Vitória Cristina Rosa     | Brasil        | 23.10 |       |
| Medalha de prata  | 4    | Marizol Landázuri         | Equador       | 23.35 |       |
| Medalha de bronze | 5    | Ana Carolina Azevedo      | Brasil        | 23.87 |       |
| 4                 | 6    | María Florencia Lamboglia | Argentina     | 23.94 |       |
| 5                 | 7    | Shary Vallecilla          | Colômbia      | 24.31 |       |
| 6                 | 8    | Nicol Caicedo             | Equador       | 24.31 |       |
| 7                 | 1    | Leticia Arispe            | Bolívia       | 24.76 |       |
| 8                 | 2    | Cecilia Gómez             | Bolívia       | 24.81 |       |

### 400 metros
Bateria – 29 de maio
| Posição | Bateria | Atleta                  | Nacionalidade | Tempo | Notas |
| ------- | ------- | ----------------------- | ------------- | ----- | ----- |
| 1       | 1       | Geisa Coutinho          | Brasil        | 53.25 | Q     |
| 2       | 2       | Tiffani Marinho         | Brasil        | 53.42 | Q     |
| 3       | 2       | Angie Melisa Palacios   | Colômbia      | 53.77 | Q     |
| 4       | 1       | Jennifer Padilla        | Colômbia      | 53.99 | Q     |
| 5       | 2       | Stephanie Saavedra      | Chile         | 54.62 | Q     |
| 6       | 2       | Cecilia Gómez           | Bolívia       | 54.97 | q     |
| 7       | 1       | María Fernanda Mackenna | Chile         | 54.99 | Q     |
| 8       | 1       | Noelia Martínez         | Argentina     | 55.36 | q     |
| 9       | 1       | Maitte Torres           | Peru          | 56.08 |       |
| 10      | 2       | María Ayelén Diogo      | Argentina     | 56.25 |       |
| 11      | 2       | Dayanira Ortiz          | Equador       | 56.62 |       |

Final – 29 de maio
| Posição           | Raia | Atleta                  | Nacionalidade | Tempo | Notas |
| ----------------- | ---- | ----------------------- | ------------- | ----- | ----- |
| Medalha de ouro   | 6    | Tiffani Marinho         | Brasil        | 52.65 |       |
| Medalha de prata  | 3    | Angie Melisa Palacios   | Colômbia      | 52.86 |       |
| Medalha de bronze | 5    | Jennifer Padilla        | Colômbia      | 53.03 |       |
| 4                 | 4    | Geisa Coutinho          | Brasil        | 53.55 |       |
| 5                 | 7    | Stephanie Saavedra      | Chile         | 54.50 |       |
| 6                 | 1    | María Fernanda Mackenna | Chile         | 55.45 |       |
| 7                 | 2    | Noelia Martínez         | Argentina     | 55.73 |       |
| 8                 | 8    | Cecilia Gómez           | Bolívia       | 55.75 |       |

Extra – 29 de maio
| Posição | Raia | Atleta                 | Nacionalidade | Tempo | Notas |
| ------- | ---- | ---------------------- | ------------- | ----- | ----- |
| 1       | ?    | Tabata de Carvalho     | Brasil        | 53.27 |       |
| 2       | ?    | Maria Victoria de Sena | Brasil        | 55.09 |       |

### 800 metros
Bateria – 30 de maio
| Posição | Bateria | Atleta            | Nacionalidade | Tempo   | Notas |
| ------- | ------- | ----------------- | ------------- | ------- | ----- |
| 1       | 1       | Flávia de Lima    | Brasil        | 2:05.70 | Q     |
| 2       | 1       | Deborah Rodríguez | Uruguai       | 2:06.79 | Q     |
| 3       | 2       | Martina Escudero  | Argentina     | 2:07.44 | Q     |
| 4       | 1       | Evangelina Thomas | Argentina     | 2:07.52 | Q     |
| 5       | 2       | Andrea Foster     | Guiana        | 2:07.93 | Q     |
| 6       | 2       | Mayara Leite      | Brasil        | 2:08.00 | Q     |
| 7       | 2       | Andrea Calderón   | Equador       | 2:08.13 | q     |
| 8       | 1       | Lorena Sinisterra | Colômbia      | 2:09.16 | q     |
| 9       | 1       | Berdine Castillo  | Chile         | 2:09.44 |       |
| 10      | 2       | Jarly Marín       | Colômbia      | 2:11.60 |       |
| 11      | 2       | Maitte Torres     | Peru          | 2:12.42 |       |
| 12      | 2       | Josefa Quezada    | Chile         | 2:13.92 |       |
| 13      | 1       | Dayanira Ortiz    | Equador       | 2:16.73 |       |
| 14      | 1       | Sheyla Vilca      | Peru          | 2:17.10 |       |

Final – 31 de maio
| Posição           | Raia              | Atleta    | Nacionalidade | Tempo | Notas |
| ----------------- | ----------------- | --------- | ------------- | ----- | ----- |
| Medalha de ouro   | Deborah Rodríguez | Uruguai   | 2:03.38       |       |       |
| Medalha de prata  | Flávia de Lima    | Brasil    | 2:05.00       |       |       |
| Medalha de bronze | Andrea Foster     | Guiana    | 2:05.93       |       |       |
| 4                 | Andrea Calderón   | Equador   | 2:06.14       |       |       |
| 5                 | Lorena Sinisterra | Colômbia  | 2:06.34       |       |       |
| 6                 | Evangelina Thomas | Argentina | 2:08.73       |       |       |
| 7                 | Martina Escudero  | Argentina | 2:09.87       |       |       |
| 8                 | Mayara Leite      | Brasil    | 2:14.75       |       |       |

### 1.500 metros
29 de maio
| Posição           | Atleta               | Nacionalidade | Tempo   | Notas |
| ----------------- | -------------------- | ------------- | ------- | ----- |
| Medalha de ouro   | Joselyn Brea         | Venezuela     | 4:15.05 |       |
| Medalha de prata  | María Pía Fernández  | Uruguai       | 4:15.27 |       |
| Medalha de bronze | Mariana Borelli      | Argentina     | 4:15.61 |       |
| 4                 | Jaqueline Weber      | Brasil        | 4:18.67 |       |
| 5                 | Andrea Calderón      | Equador       | 4:23.44 |       |
| 6                 | Micaela Levaggi      | Argentina     | 4:25.64 |       |
| 7                 | Rejane da Silva      | Brasil        | 4:27.39 |       |
| 8                 | Josefa Quezada       | Chile         | 4:28.15 |       |
| 9                 | María Leticia Anazco | Paraguai      | 4:34.66 |       |
| 10                | Stefany López        | Colômbia      | 4:35.53 |       |
| 11                | Wendy Criollo        | Equador       | 4:44.82 |       |
| 99                | Andrea Ferris        | Panamá        | DNS     |       |

### 5.000 metros
30 de maio
| Posição           | Atleta            | Nacionalidade | Tempo    | Notas            |
| ----------------- | ----------------- | ------------- | -------- | ---------------- |
| Medalha de ouro   | Edymar Brea       | Venezuela     | 15:47.16 |                  |
| Medalha de prata  | Florencia Borelli | Argentina     | 15:47.46 |                  |
| Medalha de bronze | Joselyn Brea      | Venezuela     | 15:48.24 |                  |
| 4                 | Carolina Tabares  | Colômbia      | 15:55.39 |                  |
| 5                 | Jhoselyn Camargo  | Bolívia       | 16:13.14 | Recorde nacional |
| 6                 | Marcela Gómez     | Argentina     | 16:18.79 |                  |
| 7                 | María Pastuña     | Equador       | 16:31.30 |                  |
| 8                 | Simone Ferraz     | Brasil        | 16:41.63 |                  |
| 9                 | Soledad Torre     | Peru          | 16:42.65 |                  |
| 10                | Katerine Tisalema | Equador       | 16:45.64 |                  |
| 11                | Jenifer Silva     | Brasil        | 17:08.55 |                  |
| 12                | Sofia Luizaga     | Bolívia       | 17:29.26 |                  |
| 99                | Saida Meneses     | Peru          | DNF      |                  |
| 99                | Muriel Coneo      | Colômbia      | DNF      |                  |

### 10.000 metros
29 de maio
| Posição           | Atleta                 | Nacionalidade | Tempo    | Notas            |
| ----------------- | ---------------------- | ------------- | -------- | ---------------- |
| Medalha de ouro   | Edymar Brea            | Venezuela     | 34:05.25 |                  |
| Medalha de prata  | Silvia Ortiz           | Equador       | 34:06.61 |                  |
| Medalha de bronze | Jhoselyn Camargo       | Bolívia       | 34:09.54 | Recorde nacional |
| 4                 | Paola Bonilla          | Equador       | 34:12.65 |                  |
| 5                 | Marcela Gómez          | Argentina     | 34:13.22 |                  |
| 6                 | Graziele Zarri         | Brasil        | 34:13.24 |                  |
| 7                 | Jenifer Silva          | Brasil        | 34:34.78 |                  |
| 8                 | María Fernanda Montoya | Colômbia      | 34:44.15 |                  |
| 9                 | Sofia Luizaga          | Bolívia       | 34:44.92 |                  |
| 10                | Clarisse Bermúdez      | Uruguai       | 36:45.01 |                  |
| 11                | Giselle Álvarez        | Chile         | 37:49.43 |                  |
| 99                | Chiara Mainetti        | Argentina     | DNF      |                  |

### 100 metros barreiras
29 de maio
Vento: +2.8 m/s
| Posição           | Raia | Atleta                    | Nacionalidade | Tempo | Notas |
| ----------------- | ---- | ------------------------- | ------------- | ----- | ----- |
| Medalha de ouro   | 4    | Ketiley Batista           | Brasil        | 12.96 |       |
| Medalha de prata  | 6    | Diana Bazalar             | Peru          | 13.47 |       |
| Medalha de bronze | 2    | Jenea McCammon            | Guiana        | 13.63 |       |
| 4                 | 5    | Micaela de Mello          | Brasil        | 13.75 |       |
| 5                 | 3    | Gregoria Gómez            | Colômbia      | 13.82 |       |
| 6                 | 1    | Nicol Caicedo             | Equador       | 13.87 |       |
| 7                 | 7    | María Florencia Lamboglia | Argentina     | 14.06 |       |
| 8                 | 8    | Isabel Cristina Urrutia   | Colômbia      | 14.43 |       |

### 400 metros barreiras
31 de maio
| Posição           | Raia | Atleta            | Nacionalidade | Tempo   | Notas |
| ----------------- | ---- | ----------------- | ------------- | ------- | ----- |
| Medalha de ouro   | 3    | Melissa González  | Colômbia      | 55.68   | ,     |
| Medalha de prata  | 5    | Valeria Cabezas   | Colômbia      | 57.56   |       |
| Medalha de bronze | 4    | Chayenne da Silva | Brasil        | 57.78   |       |
| 4                 | 7    | Virginia Villalba | Equador       | 59.63   |       |
| 5                 | 8    | Andreina Minda    | Equador       | 1:02.18 |       |
| 6                 | 2    | Fatima Amarilla   | Paraguai      | 1:04.29 |       |
| 7                 | 6    | Bianca dos Santos | Brasil        | DNF     |       |

### 3.000 metros com obstáculos
30 de maio
| Posição           | Atleta            | Nacionalidade | Tempo    | Notas                 |
| ----------------- | ----------------- | ------------- | -------- | --------------------- |
| Medalha de ouro   | Tatiane da Silva  | Brasil        | 9:38.71  | Recorde do campeonato |
| Medalha de prata  | Simone Ferraz     | Brasil        | 9:45.15  |                       |
| Medalha de bronze | Belén Casetta     | Argentina     | 9:45.79  |                       |
| 4                 | Carolina Lozano   | Argentina     | 10:01.53 |                       |
| 5                 | Rina Cjuro        | Peru          | 10:13.29 |                       |
| 6                 | Stefany López     | Colômbia      | 10:14.81 |                       |
| 7                 | Katerine Tisalema | Equador       | 10:17.00 |                       |
| 8                 | Rolanda Bell      | Panamá        | 10:22.33 |                       |
| 9                 | Leydi Romero      | Colômbia      | 10:26.18 |                       |
| 10                | Margarita Núñez   | Peru          | 10:50.50 |                       |
| 11                | Lisbeth Vicuña    | Equador       | 10:59.63 |                       |

### Revezamento 4x100 m
31 de maio
| Posição           | Raia | Nacionalidade | Atletas                                                                | Tempo | Notas |
| ----------------- | ---- | ------------- | ---------------------------------------------------------------------- | ----- | ----- |
| Medalha de ouro   | 5    | Brasil        | Aurora Vida, Ana Cláudia Lemos, Ana Carolina Azevedo, Micaela de Mello | 44.91 |       |
| Medalha de prata  | 3    | Colômbia      | Valeria Cabezas, Shary Vallecilla, Gregoria Gómez, Natalia Linares     | 45.61 |       |
| Medalha de bronze | 4    | Equador       | Ginger Quintero, Katherine Chillambo, Nicol Caicedo, Marizol Landázuri | 45.66 |       |

### Revezamento 4x400 m
31 de maio
| Posição           | Nacionalidade | Atletas                                                                           | Tempo   | Notas |
| ----------------- | ------------- | --------------------------------------------------------------------------------- | ------- | ----- |
| Medalha de ouro   | Colômbia      | Angie Melissa Palacios, Rosangélica Escobar, Melissa González, Evelis Aguilar     | 3:31.04 |       |
| Medalha de prata  | Chile         | Stephanie Saavedra, María José Echeverría, María Fernanda Mackenna, Martina Weil  | 3:34.89 |       |
| Medalha de bronze | Brasil        | Tábata de Carvalho, Flávia de Lima, Maria Victoria de Sena, Chayenne da Silva     | 3:36.40 |       |
| 4                 | Equador       | Dayanira Ortiz, Marizol Landázuri, Evelyn Mercado, Virginia Villalba              | 3:44.47 |       |
| 5                 | Argentina     | María Ayelén Diogo, Evangelina Thomas, María Florencia Lamboglia, Noelia Martínez | 3:44.69 |       |

### 20 km marcha atlética
29 de maio
| Posição           | Atleta           | Nacionalidade | Tempo      | Notas            |
| ----------------- | ---------------- | ------------- | ---------- | ---------------- |
| Medalha de ouro   | Glenda Morejón   | Equador       | 1:29:24.61 | ,                |
| Medalha de prata  | Érica de Sena    | Brasil        | 1:30:51.97 | Recorde nacional |
| Medalha de bronze | Maritza Guamán   | Equador       | 1:32:46.25 |                  |
| 4                 | Leyde Guerra     | Peru          | 1:33:52.35 |                  |
| 5                 | Ángela Castro    | Bolívia       | 1:34:35.32 |                  |
| 6                 | Yeseida Carrillo | Colômbia      | 1:35:42.41 |                  |
| 7 !               | Paula Torres*    | Equador       | 1:38:04.53 | [ 5 ]            |
| 7                 | Gabriela Muniz   | Brasil        | 1:41:56.37 |                  |
| 8                 | Yossy Caballero  | Peru          | 1:50:54.29 |                  |

### Salto em altura
30 de maio
| Posição           | Atleta             | Nacionalidade | 1.60 | 1.65 | 1.68 | 1.71 | 1.74 | 1.77 | 1.80 | 1.83 | 1.86 | 1.89 | 1.92 | Resultado | Notas |
| ----------------- | ------------------ | ------------- | ---- | ---- | ---- | ---- | ---- | ---- | ---- | ---- | ---- | ---- | ---- | --------- | ----- |
| Medalha de ouro   | Jennifer Rodríguez | Colômbia      | –    | –    | –    | –    | o    | –    | xo   | o    | o    | xxo  | xxx  | 1.89      |       |
| Medalha de prata  | Valdileia Martins  | Brasil        | –    | –    | –    | –    | o    | o    | o    | o    | o    | xxx  |      | 1.86      |       |
| Medalha de bronze | Joice Micolta      | Equador       | –    | o    | –    | o    | o    | xxo  | o    | xo   | xxx  |      |      | 1.83      |       |
| 4                 | Silvina Gil        | Uruguai       | –    | o    | o    | xo   | o    | xxx  |      |      |      |      |      | 1.74      |       |
| 5                 | Sarah Freitas      | Brasil        | –    | –    | o    | o    | xo   | xxx  |      |      |      |      |      | 1.74      |       |
| 6                 | Abril Okon         | Argentina     | o    | o    | o    | xxo  | xxx  |      |      |      |      |      |      | 1.71      |       |
| 7                 | Catalina Ossa      | Chile         | o    | o    | xo   | xxo  | xxx  |      |      |      |      |      |      | 1.71      |       |
| 8                 | Carla Lorena Ríos  | Bolívia       | o    | xo   | xxx  |      |      |      |      |      |      |      |      | 1.65      |       |

### Salto com vara
29 de maio
| Posição           | Atleta               | Nacionalidade | 3.70 | 3.80 | 3.90 | 4.00 | 4.10 | 4.30 | 4.40 | Resultado | Notas            |
| ----------------- | -------------------- | ------------- | ---- | ---- | ---- | ---- | ---- | ---- | ---- | --------- | ---------------- |
| Medalha de ouro   | Stefany Castillo     | Colômbia      | –    | –    | –    | o    | xo   | xo   | xxx  | 4.30      | Recorde nacional |
| Medalha de prata  | Isabel Demarco       | Brasil        | –    | o    | xo   | xo   | xxx  |      |      | 4.00      |                  |
| Medalha de bronze | Alejandra Arevalo    | Peru          | o    | xo   | xo   | xxo  | xxx  |      |      | 4.00      |                  |
| 4                 | Valeria Chiaraviglio | Argentina     | o    | o    | o    | xxx  |      |      |      | 3.90      |                  |
| 5                 | Nicole Hein          | Peru          | o    | xxo  | o    | xxx  |      |      |      | 3.90      |                  |
| 6                 | Iriondo Gómez        | Argentina     | o    | xo   | xo   | xxx  |      |      |      | 3.90      |                  |
| 7                 | Antonia Crestani     | Chile         | xo   | xxx  |      |      |      |      |      | 3.70      |                  |
| 8                 | Juliana Campos       | Brasil        | xxo  | xxx  |      |      |      |      |      | 3.70      |                  |
| 9                 | Luna Nazarit         | Colômbia      | xxx  |      |      |      |      |      |      | NM        |                  |

### Salto em comprimento
29 de maio
| Posição           | Atleta                 | Nacionalidade | Resultado | Notas |
| ----------------- | ---------------------- | ------------- | --------- | ----- |
| Medalha de ouro   | Leticia Melo           | Brasil        | 6.63      |       |
| Medalha de prata  | Eliane Martins         | Brasil        | 6.57      |       |
| Medalha de bronze | Natalie Aranda         | Panamá        | 6.34      |       |
| 4                 | Natalia Linares        | Colômbia      | 6.33      |       |
| 5                 | Paola Mautino          | Peru          | 6.32      |       |
| 6                 | Macarena Reyes         | Chile         | 6.28      |       |
| 7                 | María Trinidad Hurtado | Chile         | 6.06      |       |
| 8                 | Valeria Quispe         | Bolívia       | 5.60      |       |
| 9                 | Evelyn Zurita          | Equador       | 5.55      |       |

### Salto triplo
30 de maio
| Posição           | Atleta              | Nacionalidade | #1     | #2    | #3    | #4    | #5    | #6    | Resultado | Notas |
| ----------------- | ------------------- | ------------- | ------ | ----- | ----- | ----- | ----- | ----- | --------- | ----- |
| Medalha de ouro   | Keila Costa         | Brasil        | 13.45  | 13.06 | 13.67 | –     | 13.55 | –     | 13.67     |       |
| Medalha de prata  | Liuba Zaldívar      | Equador       | 12.65  | 13.33 | 13.58 | x     | 13.23 | 12.84 | 13.58     |       |
| Medalha de bronze | Gabriele dos Santos | Brasil        | 13.27  | 13.40 | x     | 13.45 | x     | x     | 13.45     |       |
| 4                 | Silvana Segura      | Peru          | 13.32  | x     | x     | 12.94 | 12.58 | 12.53 | 13.32     |       |
| 5                 | Adriana Chila       | Equador       | 13.14  | 13.07 | 13.19 | 12.48 | 12.89 | 13.28 | 13.28     |       |
| 6                 | Parra Landázury     | Colômbia      | 12.72w | 12.82 | 12.67 | x     | x     | x     | 12.82     |       |
| 7                 | Silvina Ocampos     | Argentina     | x      | x     | 12.72 | x     | x     | x     | 12.72     |       |
| 8                 | Valeria Quispe      | Bolívia       | x      | 12.27 | 12.38 | x     | x     | 12.68 | 12.68     |       |

### Arremesso de peso
30 de maio
| Posição           | Atleta           | Nacionalidade | #1    | #2    | #3    | #4    | #5    | #6    | Resultado | Notas |
| ----------------- | ---------------- | ------------- | ----- | ----- | ----- | ----- | ----- | ----- | --------- | ----- |
| Medalha de ouro   | Livia Avancini   | Brasil        | 17.34 | 16.64 | 16.98 | x     | 17.17 | 17.00 | 17.34     |       |
| Medalha de prata  | Ahymara Espinoza | Venezuela     | x     | 16.92 | x     | 16.95 | x     | x     | 16.95     |       |
| Medalha de bronze | Ivanna Gallardo  | Chile         | 16.17 | 16.33 | 16.94 | 16.59 | 16.63 | 16.26 | 16.94     |       |
| 4                 | Keely Medeiros   | Brasil        | 15.61 | 16.58 | 15.67 | 15.45 | 16.16 | 15.91 | 16.58     |       |
| 5                 | Sandra Lemos     | Colômbia      | 15.60 | 15.50 | 16.01 | x     | x     | 15.23 | 16.01     |       |
| 6                 | Ángela Rivas     | Colômbia      | 15.68 | 15.29 | 15.85 | 15.68 | 15.23 | x     | 15.85     |       |
| 7                 | Polet Méndez     | Equador       | 13.37 | 12.77 | 12.33 | x     | 13.06 | 13.54 | 13.54     |       |
| 8                 | Iara Capurro     | Argentina     | 10.31 | 12.36 | 12.44 | 11.81 | x     | 12.70 | 12.70     |       |
| 9                 | Ginger Quintero  | Equador       | 11.96 | 12.41 | 12.17 |       |       |       | 12.41     |       |
| 10                | Ailen Armada     | Argentina     | x     | x     | x     |       |       |       | NM        |       |

### Lançamento de disco
29 de maio
| Posição           | Atleta             | Nacionalidade | #1    | #2    | #3    | #4    | #5    | #6    | Resultado | Notas           |
| ----------------- | ------------------ | ------------- | ----- | ----- | ----- | ----- | ----- | ----- | --------- | --------------- |
| Medalha de ouro   | Izabela da Silva   | Brasil        | x     | 54.11 | x     | 57.89 | 62.18 | 59.44 | 62.18     | Recorde pessoal |
| Medalha de prata  | Karen Gallardo     | Chile         | 59.72 | 58.34 | 58.86 | 59.15 | 58.70 | 52.29 | 59.72     |                 |
| Medalha de bronze | Lidiane Cansian    | Brasil        | 55.61 | 53.01 | 55.55 | 53.36 | 52.93 | x     | 55.61     |                 |
| 4                 | Yerlyn Palacios    | Colômbia      | 55.07 | 53.54 | 53.91 | 53.96 | 54.84 | 54.41 | 55.07     |                 |
| 5                 | Ailen Armada       | Argentina     | 54.67 | 50.00 | x     | 53.33 | x     | 51.23 | 54.67     |                 |
| 6                 | Iara Capurro       | Argentina     | 49.40 | 53.24 | 45.79 | 50.08 | 52.35 | 50.57 | 53.24     |                 |
| 7                 | Merari Herrera     | Equador       | 45.64 | x     | 47.14 | 46.78 | x     | 48.39 | 48.39     |                 |
| 8                 | Brigidh Mayorga    | Colômbia      | 44.67 | 44.09 | 47.59 | 45.12 | 44.65 | 45.00 | 47.59     |                 |
| 9                 | Sofia Bausero      | Uruguai       | 43.26 | 43.17 | x     |       |       |       | 43.26     |                 |
| 10                | Nereida Santa Cruz | Equador       | 33.62 | x     | x     |       |       |       | 33.62     |                 |

### Lançamento de martelo
30 de maio
| Posição           | Atleta              | Nacionalidade | #1    | #2    | #3    | #4    | #5    | #6    | Resultado | Notas |
| ----------------- | ------------------- | ------------- | ----- | ----- | ----- | ----- | ----- | ----- | --------- | ----- |
| Medalha de ouro   | Mariana Marcelino   | Brasil        | 66.16 | x     | 61.94 | 62.75 | 64.90 | x     | 66.16     |       |
| Medalha de prata  | Mariana García      | Chile         | x     | 63.20 | 62.85 | 58.44 | x     | x     | 63.20     |       |
| Medalha de bronze | Mayra Gaviria       | Colômbia      | 62.46 | x     | x     | x     | x     | 59.68 | 62.46     |       |
| 4                 | Ximena Zorrilla     | Peru          | 60.94 | 61.75 | 61.89 | 62.34 | 58.26 | 61.10 | 62.34     | NU23R |
| 5                 | Valeria Chiliquinga | Equador       | 61.91 | 57.05 | 57.78 | 60.66 | 54.91 | 60.70 | 61.91     |       |
| 6                 | Daniela Gómez       | Argentina     | x     | 59.59 | 58.18 | x     | 56.47 | x     | 59.59     |       |
| 7                 | Anna Paula Pereira  | Brasil        | x     | 58.21 | 59.07 | x     | 57.65 | 59.48 | 59.48     |       |
| 8                 | Nereida Santa Cruz  | Equador       | 49.35 | x     | 53.25 | 54.92 | 54.97 | 56.05 | 56.05     |       |

### Lançamento de dardo
30 de maio
| Posição           | Atleta                | Nacionalidade | Resultado | Notas |
| ----------------- | --------------------- | ------------- | --------- | ----- |
| Medalha de ouro   | Laila Ferrer e Silva  | Brasil        | 59.97     |       |
| Medalha de prata  | María Lucelly Murillo | Colômbia      | 59.92     |       |
| Medalha de bronze | Jucilene de Lima      | Brasil        | 59.65     |       |
| 4                 | Juleisi Angulo        | Equador       | 55.38     |       |
| 5                 | Flor Ruiz             | Colômbia      | 54.10     |       |
| 6 !               | Coraly Ortiz*         | Porto Rico    | 53.70     | [ 5 ] |
| 6                 | María Paz Ríos        | Chile         | 49.78     |       |
| 7                 | Linda González        | Equador       | 49.49     |       |
| 8                 | Dominella Arias       | Argentina     | 45.08     |       |

### Heptatlo
29 – 30 de maio
| Colocação         | Atleta          | Nacionalidade | 100 m C/B | SA   | AP    | 200 m | SD   | LD    | 800 m   | Total | Notas                 |
| ----------------- | --------------- | ------------- | --------- | ---- | ----- | ----- | ---- | ----- | ------- | ----- | --------------------- |
| Medalha de ouro   | Evelis Aguilar  | Colômbia      | 14.12     | 1.70 | 13.99 | 24.18 | 6.11 | 45.64 | 2:12.10 | 6165  | Recorde do campeonato |
| Medalha de prata  | Martha Araujo   | Colômbia      | 13.49     | 1.61 | 13.17 | 24.97 | 6.06 | 46.45 | 2:23.28 | 5866  |                       |
| Medalha de bronze | Raiane Procópio | Brasil        | 14.35     | 1.73 | 12.91 | 25.31 | 5.75 | 43.80 | 2:14.01 | 5821  |                       |
| 4                 | Tamara de Souza | Brasil        | 13.95     | 1.76 | 13.59 | 25.13 | 5.73 | 44.65 | 2:39.78 | 5655  |                       |
| 5                 | Joyce Micolta   | Equador       | 15.14     | 1.79 | 10.56 | 26.87 | 5.50 | 34.26 | 2:36.14 | 4954  |                       |
| 6                 | Genesis Foronda | Equador       | 16.56     | 1.43 | 9.76  | 28.19 | 4.51 | 36.11 | DNF     | 3345  |                       |

## Resultado misto

### Revezamento 4x400 m
30 de maio
| Posição           | Nacionalidade | Atletas                                                                              | Tempo   | Notas                 |
| ----------------- | ------------- | ------------------------------------------------------------------------------------ | ------- | --------------------- |
| Medalha de ouro   | Colômbia      | Raúl Mena (H), Angie Melissa Palacios (M), Jennifer Padilla (M), Nicolás Salinas (H) | 3:21.38 | Recorde do campeonato |
| Medalha de prata  | Argentina     | Leandro Paris (H), María Ayelén Diogo (M), Noelia Martínez (M), Elián Larregina (H)  | 3:23.77 |                       |
| Medalha de bronze | Equador       | Anderson Colorado (H), Virginia Villalba (M), Evelyn Mercado (M), Alan Minda (H)     | 3:27.97 |                       |

Legenda
| Recorde mundial       | Recorde mundial (World record)               |                       | Recorde africano                      | Recorde africano (African) |                                           | Q | Classificado por posição (Qualified) |
| Recorde do campeonato | Recorde do campeonato (Championship record)  | Recorde da América    | Recorde da América (Americas)         | q                          | Classificado por melhor tempo (Qualified) |   |                                      |
| Melhor marca do ano   | Melhor marca do ano (World leading)          | Recorde asiático      | Recorde asiático (Asian)              | DNS                        | Não largou (Did not start)                |   |                                      |
| Recorde nacional      | Recorde nacional (National record)           | Recorde europeu       | Recorde europeu (European)            | DNF                        | Não terminou (Did not finish)             |   |                                      |
| Recorde pessoal       | Recorde pessoal do atleta (Personal best)    | Recorde da Oceania    | Recorde da Oceania (Oceania)          | DSQ / DQ                   | Desclassificado (Disqualified)            |   |                                      |
| Recorde da temporada  | Recorde da temporada do atleta (Season best) | Recorde sul-americano | Recorde sul-americano (South America) | NM                         | Sem marca (No mark)                       |   |                                      |